# Lingua giudeo-persiana
La lingua giudeo-persiana, o Jidi ( /ˈdʒiːdiː/; anche scritto Dzhidi o Djudi) si riferisce ad un gruppo di dialetti parlati dagli ebrei che vivono in Iran ed ai testi giudeo-persiani (scritti con l'alfabeto ebraico).

## Distribuzione geografica
Secondo l'edizione 2009 di Ethnologue, il giudeo-persiano è parlato da 60.000 persone in Israele, ed è attestato anche in Iran.

## Classificazione
La lingua giudeo-persiana appartiene alla branca iranica sudoccidentale delle lingue indoeuropee.

## Parole persiane nella Bibbia ebraica
Già nella Bibbia è possibile riscontrare la presenza di parole di origine persiana. Nei testi biblici successivi all'Esilio babilonese, che terminò grazie alla conquista persiana di Babilonia e la liberazione del popolo ebraico da parte di Ciro il Grande, oltre alla presenza di nomi propri e titoli persiani, vi sono anche diversi sostantivi (dat, legge; genez, tesoro; pardes, parco).

## Letteratura
Esiste una grande letteratura poetica religiosa giudeo-persiana, modellata sulla base della poesia persiana classica. Il più famoso poeta è Mawlana Shahin Shirazi (XIV secolo), che compose parafrasi epiche di parti della Bibbia, come ad esempio il Mūsā-nāma (Libro di Mosè).